# Mimi Kok
Maria Christina Mimi Kok, née le 25 janvier 1934 à Amsterdam et morte le 19 avril 2014 (à 80 ans) dans la même ville, est une actrice de cinéma et de télévision néerlandaise.